# 405 pr. n. št.
Stoletja: 6. stoletje pr. n. št. - 5. stoletje pr. n. št. - 4. stoletje pr. n. št.
Desetletja: 460. pr. n. št. 450. pr. n. št. 440. pr. n. št. 430. pr. n. št. 420. pr. n. št. - 410. pr. n. št. - 400. pr. n. št. 390. pr. n. št. 380. pr. n. št. 370. pr. n. št. 360. pr. n. št.
Leta: 410 pr. n. št. 409 pr. n. št. 408 pr. n. št. 407 pr. n. št. 406 pr. n. št. - 405 pr. n. št. - 404 pr. n. št. 403 pr. n. št. 402 pr. n. št. 401 pr. n. št. 400 pr. n. št.

## Dogodki
- - bitka pri Ajgospotamih.
- - Sirakuze in Antična Kartagina skleneta mir.
- - bitka pri Geli

## Smrti
- - Filolaj, grški matematik, filozof (približni datum) (* okoli 480 pr. n. št.)